# Щоденники принцеси
«Щоденники принцеси» (англ. The Princess Diaries, також відомий під назвою «Як стати принцесою») — кінофільм, знятий в 2001 році американським режисером Гаррі Маршаллом, автором популярних стрічок «Красуня», «Наречена-втікачка». Фільм знятий за мотивами однойменного роману Мег Кебот. Крім інших акторів, в ньому бере участь відома зірка американської сцени і кіно Джулія Ендрюс («Звуки музики»).

## Сюжет
П'ятнадцятирічна Міа живе в Сан-Франциско і веде звичайне для американського підлітка життя. Вона — скромна «ботанічка», і єдина мета її життя — стати невидимкою. І їй це вдається. У неї є лише одна подруга Лілі Московіц і Майкл, старший брат Лілі, таємно закоханий в Мію. Вона ж закохана в Джоша, найпопулярнішого хлопця в школі.
Одного разу до неї приїжджає її бабуся Клариса і запрошує її приїхати до неї в готель. Міа дізнається, що її батько до смерті був принцом європейської країни Дженовії, а її бабуся — королева цієї країни. А їй самій треба буде вибрати — стати принцесою Дженовії Амелією Міньонет Грімальді Термополис Ренальдо (англ. Amelia Mignonette Grimaldi Thermopolis Renaldi) і жити в розкоші або залишитися «невидимкою» на все життя. Але Міа зовсім не прагне до багатства і популярності.
У бабусі Міа демонструє огидні манери. Крім того, Кларіс вражена тим, як неохайно виглядає її внучка. Вона вирішує давати внучці уроки етикету, а через місяць Мії належить зробити вибір. Тепер Міа повинна приїжджати до бабусі щодня і тримати все в секреті. Начальник охорони Джозеф возить її в школу на лімузині.
Бабуся працює над зовнішністю Мії, і запрошує модного іміджмейкера Паоло — в результаті Міа стає красунею. Але її краща подруга критикує її за це. Вони сваряться, але Міа розповідає їй свій секрет, і вони миряться. В цей же час від стиліста Паоло, який проговорився, журналісти дізнаються, що Міа — нова принцеса Дженовії, і всюди переслідують її.
На першому прийомі Міа все псує і потрапляє в незручну ситуацію. Але з часом вона звикає і вчиться. З невидимки вона стає найпопулярнішою дівчиною в школі. Джош пориває зі своєю дівчиною і пропонує Мії разом сходити на вечірку на пляжі. Але в цей же день у Майкла репетиція, куди вона обіцяла прийти, а у Лілі телепрограма, де вона теж обіцяла бути присутнім. Дівчина обирає вечірку, але свято закінчується жахливо. Джош насильно цілує її перед камерами. щоб заробити славу, а популярні дівчата школи підставляють її, перевернувши кабінку для переодягання. Міа в розладі. Але, тим не менш, вона збирається прийти на бал і запрошує Лілі і Майкла. Майкл відмовляється.
Перед самим балом Міа вирішує, що не варта бути принцесою. Вона збирається втекти і виїхати подорожувати. Але знаходить в речах лист від батька і розуміє, що не може відмовитися правити країною. Вона збирається їхати на бал, але йде дощ, і машина не заводиться. Королева готова зробити заяву про те, що Міа відмовляється від титулу, і влада дістанеться баронам фон Троки. Але Джозеф вчасно приїжджає за нею і встигає доставити на бал.
Міа офіційно підтверджує, що згодна стати принцесою. Разом з сім'єю вона переїжджає в Дженовію.

## В ролях
| Актор           | Роль              |
| --------------- | ----------------- |
| Енн Гетевей     | Міа Термополис    |
| Джулія Ендрюс   | Кларисса Рінальді |
| Гектор Елізондо | Джозеф            |
| Гізер Матараццо | Лілі Московіц     |
| Менді Мур       | Лана Томас        |
| Керолайн Гудолл | Хелен Термополис  |
| Роберт Шварцман | Майкл Московіц    |
| Ерік фон Деттен | Джош Брайент      |
| Патрік Флугер   | Джеремія Харт     |
| Шон О’Брайан    | Містер О'Коннел   |
| Сандра О        | Директор          |
| Кетлін Маршалл  | Шарлотта Катеуей  |
| Ларрі Міллер    | Паоло             |

## Інформація
- Фільм був зрежисований Гаррі Маршаллом. Продюсерами стали Дебра Мартін Чейз і Вітні Г'юстон. Енн Гетевей взяли на роль Мії, тому що дочки Маршалла побачили її на касетному запису і сказали, що у неї найкраще волосся для принцеси.
- Гектор Елізондо, який знімається у всіх фільмах Маршалла, грає Джозефа, охоронця[2].
- Дочка режисера Гаррі Маршалла, Кетлін Маршалл, грає секретарку королеви Шарлотту Катеуей, чиє прізвище згадується лише в титрах.
- Сюжет книги розгортається в Нью-Йорку, але в фільмі його перенесли в Сан-Франциско, тому що внучки Маршалла живуть там.
- Сиквел, «Щоденники принцеси 2: Королівські заручини», вийшов в серпні 2004.
- За словами Енн Гетевей, спочатку грати Мію Термополис мала Лів Тайлер, але потім продюсери вирішили, що краще використовувати погано знайомі глядачам особи. Більше 500 актрис пробувалися на головну роль.

## Нагороди
| Рік  | Нагорода                                                                        | За                                     | Примітки  |
| ---- | ------------------------------------------------------------------------------- | -------------------------------------- | --------- |
| 2002 | ALMA Award — Кращий саундтрек до фільму                                         | «Miracles Happen»                      | Номінація |
| 2002 | Американське суспільство композиторів, авторів і видавців — Top Box Office Film | Джон Дебні                             | Перемога  |
| 2002 | Casting Society of America Award — Кращий кастинг на фільм                      | Марсія Росс Донна Моронг Гейл Голдберг | Номінація |
| 2002 | Асоціація кінокритиків Award — Кращий сімейний фільм                            |                                        | Номінація |
| 2002 | Gold trailer Award — Краща анімація/сімейний                                    |                                        | Номінація |
| 2002 | Hollywood Makeup Artist Hair Stylist Guild Award — Найкращий сучасний макіяж    | Холлі Д'Амор Леонард Енгельман         | Номінація |
| 2002 | MTV Movie Award — Жіноча роль                                                   | Енн Гетевей                            | Номінація |
| 2002 | Teen Choice Award — Film — Краща Актриса                                        | Енн Гетевей                            | Номінація |
| 2002 | Teen Choice Award — фільм — Кращий фільм                                        |                                        | Номінація |
| 2002 | Young Artist Award — Кращий сімейний фільм — комедія                            |                                        | Перемога  |